# Klaipėda (district)
Klaipėda (Litouws: Klaipėdos apskritis) is een van de tien districten van Litouwen en ligt in het westen van het land aan de Oostzee. Het is het enige district met een kustlijn en is de populairste vakantiebestemming van Litouwen. De hoofdstad van het district is de kustplaats Klaipėda.

## Koerse Haf en Schoorwal
Het district is bekend om de aanwezigheid van het Koerse Haf (Litouws: Kuršių marios, Russisch: Koersjkij Zaliv). Dit is het grootste en oostelijkste van de drie grote haffen aan de Oostzeekust. Door het haf loopt de grens tussen Litouwen en Rusland (exclave Kaliningrad). Het dankt zijn naam aan Koerland, de oude Baltische kustprovincie die hier begint.
Ten westen van de Koerse Haf ligt de Koerse Schoorwal (Litouws: Kuršių Nerija, Russisch: Koersjkaja kosa). Dit is een landtong van ruim negentig kilometer lengte die de Oostzee scheidt van het haf. De zuidelijke helft van de schoorwal ligt in de Russische exclave Kaliningrad, de noordelijke helft ligt in Litouwen in het district Klaipėda. De landtong is feitelijk een schiereiland. De Litouwse zijde is niet verbonden met het vasteland van Litouwen: een veerpont verbindt het dorpje Smiltynė op de landtong met de havenstad Klaipėda.
De plaats Nida is met 1500 permanente inwoners de grootste nederzetting in het Litouwse deel en is een bekende vakantiebestemming in het land. De schrijver Thomas Mann had hier een huis, dat tegenwoordig een museum is. Bestuurlijk vormen op een na alle Litouwse plaatsjes op de landtong sinds 1961 de gemeente Neringa (totaal 2600 inwoners). Smiltynė behoort tot Klaipėda. Aan de Russische kant is Rybatsji met 1.000 inwoners het grootste van een drietal nederzettingen.

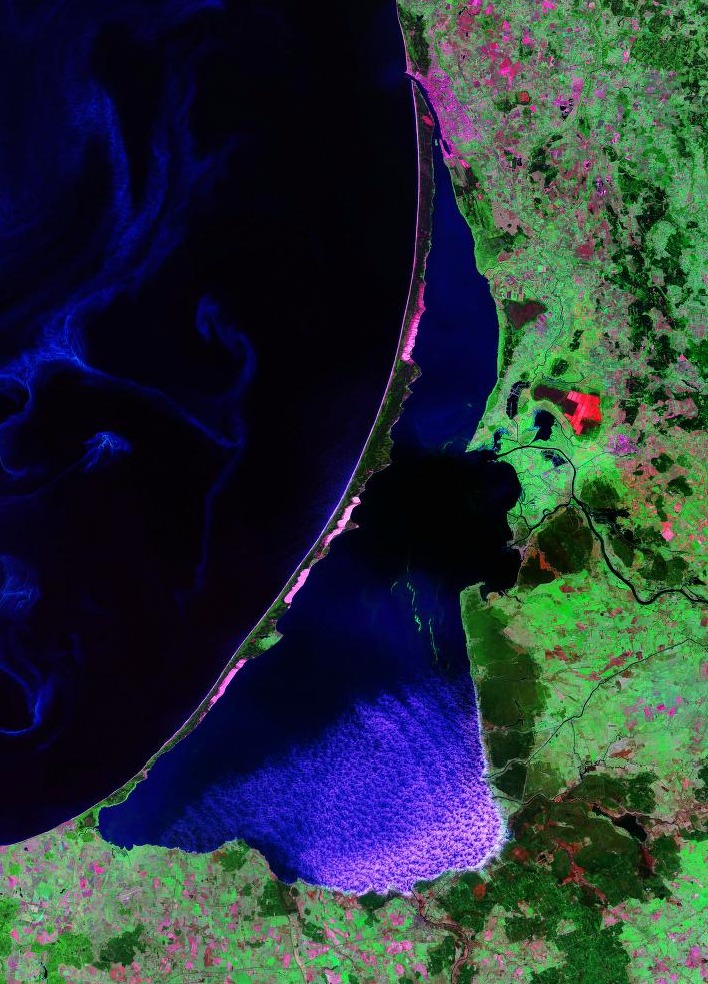
De Koerse Schoorwal vanuit de ruimte
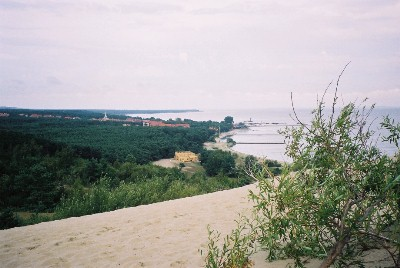
Zicht op Nida vanaf het hoogste duin van de Koerse Schoorwal

## Bevolking
Volgens de Sovjetvolkstelling van 1970 leefden er 340.272 mensen in het district Klaipėda. Dit aantal nam langzaam toe en bereikte in 1989 een hoogtepunt met ruim 410.000 inwoners. Sindsdien daalt de bevolking in een rap tempo.
| aantal inwoners | 340.272 | 374.826 | 410.762 | 385.768 | 339.062 |

## Gemeenten
| Gemeente                     | Inwoners | Hoofdplaats |
| ---------------------------- | -------- | ----------- |
| Klaipėda (stadsgemeente)     | 193.200  | Klaipėda    |
| Klaipėda (districtsgemeente) | 46.200   | Klaipėda    |
| Kretinga                     | 45.700   | Kretinga    |
| Neringa                      | 2.400    | Nida        |
| Palanga (stadsgemeente)      | 17.700   | Palanga     |
| Skuodas                      | 25.600   | Skuodas     |
| Šilutė                       | 55.400   | Šilutė      |